# Lucio Gregoretti
Lucio Gregoretti (Roma, 14 maggio 1961) è un compositore italiano.
Ha composto opere di teatro musicale, musica sinfonica e da camera, musica elettroacustica e applicata al cinema e al teatro.

## Biografia
Lucio Gregoretti si è formato al Conservatorio Santa Cecilia, dove è stato allievo di Bruno Cagli per la storia della musica e si è diplomato in composizione con Mauro Bortolotti. Ha seguito seminari di composizione con Luciano Berio e Ennio Morricone all'Accademia Musicale Chigiana e ha studiato direzione d'orchestra con Franco Ferrara e Giampiero Taverna. Ha ottenuto borse di studio ed è stato composer-in-residence presso varie istituzioni, tra cui la Aaron Copland House (New York, 2013), The MacDowell Colony (New Hampshire, 2005, 2006 e 2011), la Sacatar Foundation (Bahia, 2006), la Künstlerhäuser Worpswede (Germania, 2005), la Stiftung Künstlerdorf Schöppingen (Germania, 2002-2003). Ha insegnato composizione in vari conservatori italiani, è membro della European Film Academy e dal 2015 al 2021 è stato presidente dell'Associazione Nuova Consonanza di Roma. Nel gennaio 2025 è stato nominato direttore artistico della Fondazione Ravello con il compito tra gli altri di curare la programmazione del Ravello Festival.
Le sue opere teatrali sono state commissionate e rappresentate da istituzioni come il Teatro dell'Opera di Roma, il Teatro Massimo di Palermo, il Teatro Donizetti di Bergamo, il Theater Münster in Germania, il Salzburger Landestheater in Austria; la sua musica da concerto da istituzioni come l'Accademia Nazionale di Santa Cecilia, l'Accademia Filarmonica Romana, l'Orchestra della Toscana, l'ensemble Sentieri selvaggi, i Chicago Chamber Players, la fondazione Music from Copland House di New York, e da numerosi ensemble e solisti di fama internazionale.
Fin da giovanissimo si è dedicato anche alla musica applicata, ambito nel quale ha composto commedie musicali e musica per il cinema e per il teatro per un totale di circa un centinaio di produzioni, collaborando con registi quali Henryk Baranowski, Walter Manfrè, Marco Mattolini, Vittorio Pavoncello, Gigi Proietti. Più note, in tempi più recenti, le colonne sonore per i film di Pupi Avati (Il bambino cattivo, Il fulgore di Dony, Lei mi parla ancora, Dante, La quattordicesima domenica del tempo ordinario, Nato il sei ottobre), Carlo Lizzani (Speranza), Margarethe von Trotta (La fuga di Teresa) e Lina Wertmüller (Francesca e Nunziata, Peperoni ripieni e pesci in faccia, Mannaggia alla miseria), componendo per quest'ultima in collaborazione con Lilli Greco.
I suoi lavori sono editi da Suvini Zerboni e Rai Com e pubblicati su CD da CNI, Musicaimmagine, Rai Trade, Vdm.
È uno dei figli della numerosa famiglia del regista Ugo Gregoretti.

## Opere

### Opere di teatro musicale
- Una favola per caso (1996), opera per ragazzi in un prologo e due atti. Composta in collaborazione con Nicola Sani, libretto di Albertina Archibugi. Commissione del Teatro Sociale di Rovigo. Rovigo, 10 gennaio 1997;
- Il gioco dei mostri (1999), opera fantastica in un prologo e due atti.  Composta in collaborazione con Nicola Sani, libretto di Paolo Fallai. Commissione dell'Accademia Nazionale di Santa Cecilia. Roma, Teatro Valle, 18 aprile 1999;
- Il piccolo cantore (2004), opera in un atto. Libretto di Ugo Gregoretti. Commissione del Teatro Gaetano Donizetti di Bergamo - Teatro delle Novità. Bergamo, Teatro Donizetti, 7 gennaio 2005;
- L'ultimo avventore (2007), opera in un atto. Testo di Bruno Cagli. Commissione dell'Associazione Roma Sinfonietta. Roma, 17 maggio, 2007;
- La fugitive (2009), opéra en trois actes en forme de fable optimiste et réconfortante. Libretto di Daniel Goldenberg. Commissione del Teatro dell'Opera di Roma. Roma, Teatro Nazionale, 27 giugno 2009;
- Cenerentola.com (2010-11), opera in due atti. In collaborazione con Nicola Sani, libretto di Albertina Archibugi. Opera commissionata dalla Fondazione Teatro Massimo di Palermo. Palermo, Teatro Massimo[6][7], 23 marzo 2011;
- Cara Italia, alfin ti miro (2011), scena unica per attore, soprano, baritono e ensemble strumentale. Libretto di Giorgio Somalvico. Commissione dell'Associazione Nuova Consonanza, Roma, American Academy, 18 novembre 2011;
- Andante italiano alla belga (2012), opera in un atto. Libretto di Mario Perrotta. Commissione dell'Istituzione Teatro lirico sperimentale di Spoleto "A. Belli". Spoleto, Teatro San Nicolò, 7 settembre 2012;
- Gli errori di Amadè (2013), intermezzo in un atto.  Libretto di Vincenzo De Vivo. Commissione dell'Associazione In Canto. Terni, Teatro Sergio Secci, 10 ottobre 2013;
- Il primo giorno di scuola (2014), musidramma gioioso in un atto. Libretto di Giobbe Covatta. Commissione del 35º Festival "Nuovi Spazi Musicali", Ascoli Piceno, Teatro Ventidio Basso[8], 9 ottobre 2014;
- Pinocchio (mal)visto dal Gatto e la Volpe (2016)[9], opera per ragazzi. Libretto di Andrea Camilleri e Ugo Gregoretti. Commissione della Fondazione Teatro Massimo di Palermo. Palermo, Teatro Massimo Vittorio Emanuele, 2 aprile 2016;
- Il colore del sole (2017), monodramma per attore, doppio quartetto vocale e strumenti. Su testi di Andrea Camilleri. Commissione del Festival Pergolesi Spontini di Jesi e del Teatro comunale Luciano Pavarotti di Modena. Prima rappresentazione: Jesi, Teatro Pergolesi[10], 8 settembre 2017.

### Musica da concerto (selezione)
- Tetra (2008) per clarinetto, pianoforte e orchestra di archi. Commissione dell'Accademia Nazionale di Santa Cecilia. Roma, Auditorium Parco della Musica, 24 aprile 2008;
- Missa Sancti Johannis Baptistae, in memoriam Johannis Baptistae Pergolesi (2011), per soli, coro, due pianoforti e harmonium. Commissione della Fondazione Pergolesi Spontini di Jesi. Montecarotto (AN), Teatro Comunale, 16 settembre 2011;
- Richiami (2013) per clarinetto, pianoforte, violino e violoncello. Commissione dell'ensemble Music from Copland House. Copland House at Merestead Series, Mount Kisco, New York, USA, 3 marzo 2013;
- Immaginario esteso (2014), per voce acuta e orchestra da camera. Testo di Charles Baudelaire. Roma, Stagione Roma Tre Orchestra, Teatro Palladium, 4 aprile 2014;
- Riflessi di Psiche (2014), per soprano e ensemble. Testo di Alberto Savinio. Commissione dell'Accademia Filarmonica Romana e dell'Associazione Nuova Consonanza. Roma, Sala Casella, 30 ottobre 2014;
- Gelbe Begleitung (2014-15), per sei strumenti. Commissione dell'Accademia Nazionale di Santa Cecilia. Roma, Auditorium Parco della Musica, Sala Sinopoli, 16 gennaio 2015;
- Momenti difficili (2016), per voce recitante, soprano e ensemble. Su testi tratti da articoli di stampa del 1946, con un frammento di Torquato Tasso. Commissione della Fondazione Flavio Vespasiano di Rieti. Reate Festival, 6 novembre 2016;
- Sospeso senza tempo (2017), per orchestra. Commissione dell'Istituzione Sinfonica Abruzzese. L'Aquila, 26 agosto 2017.